# オキシマップ山
オキシマップ山（オキシマップやま）は、北海道の幌泉郡えりも町にある標高895mの山である。

## 概要
日高山脈の南端部、豊似岳から南に派生する尾根の先端に位置する。
山名はアイヌ語で「オ・キシマ・プ（裾・引きしまった・もの）」が語源であるとされる。北海道実測切図には「オキシカヌプリ」と記載されている。

## 登山
登山道はないため残雪期に登られる。主な登頂ルートとしては、追分峠から登山道を登り豊似岳からオキシマップ山へ縦走し、南東側の尾根を下って林道へ合流し追分峠へ戻る周回ルートである。